# Якин, Виктор Васильевич
Виктор Васильевич Якин — Герой Социалистического Труда. Член КПСС.

## Биография
Родился в 1928 году в деревне Туличево, Севский уезд Брянской губернии.
С 1949 года — на хозяйственной, общественной и политической работе. В 1949—1984 гг. — помощник машиниста на паровозе ФД, машинист паровоза, секретарь комсомольского комитета депо, машинист тепловоза, машинист-инструктор локомотивного депо Попасная Донецкой железной дороги в Ворошиловградской области Украинской ССР.
Указом Президиума Верховного Совета СССР от 4 мая 1971 года присвоено звание Героя Социалистического Труда с вручением ордена Ленина и золотой медали «Серп и Молот».
Делегат XXII съезда КПСС.
Умер в Зенькове в 2004 году.